# Olszyc-Folwark
Olszyc-Folwark (prononciation : [ˈɔlʂɨt͡s ˈfɔlvark]) est un village polonais de la gmina de Domanice dans le powiat de Siedlce de la voïvodie de Mazovie dans le centre-est de la Pologne.
Le village comptait approximativement une population de 119 habitants en 2010.

## Histoire
De 1975 à 1998, le village appartenait administrativement à la voïvodie de Siedlce.
Depuis 1999, il appartient administrativement à la voïvodie de Mazovie